# Biuro ds. Przestępstw Gospodarczych
Biuro ds. Przestępstw Gospodarczych - (sv. Ekobrottsmyndigheten, EBM, eng. Economic Crimes Bureau) – szwedzki urząd państwowy powołany 1 stycznia 1998 do zwalczania przestępstw o charakterze gospodarczym. Biuro prowadzi badania w zakresie przestępczości gospodarczej, proponuje metody jej zwalczania, prowadzi działalność informacyjną oraz ściga przestępstwa gospodarcze. Działania Biura ukierunkowane są na prewencję.
Biuro podlega Prokuratorowi Generalnemu, jednak jest w stosunku do prokuratur i innych organów ścigania od nich niezależne. Posiada własny budżet i kieruje się tylko w części przepisami dotyczącymi szwedzkiej prokuratury. Szefa Biura powołuje rząd na wniosek Prokuratora Generalnego.
Urząd zatrudnia około 400 osób: prokuratorów, policjantów, specjalistów z zakresu przestępczości gospodarczej oraz obsługę administracyjną.